# Det forntida Egyptens gudar
Egyptiska gudar är gudar som de gamla egyptierna hade en stark tro på, som styrde allt, solen, månen, kärlek och krig. Just därför var religion en viktig del av egyptiernas liv. En del gudar dyrkades över hela landet men de flesta var lokala gudar som dyrkades i små tempel. Några exempel var Ba, själens gud, och Duamatef, en av Horus fyra söner och Maat, sanningens gudinna.

## Historia
Egyptens historia är en berättelse om fem tusen år av krig, gudar, pyramider och teknik. Det forntida Egypten blev ett faktum cirka 3 000 före Kristus, då faraonerna började styra landet. Faraonerna lät bygga monument och gravkammare åt sig själva, och stora tempel åt gudarna. Det egyptiska folket trodde att faraonerna var gudar. Farao betyder "Det stora huset" och den regerande faraon var envåldshärskare. Tronen gick i arv från far till son och några faraoner var bara barn när de besteg tronen. Farao kunde ha många fruar men bara en av dessa var "Den kungliga gemålen". De var betydelsefulla kvinnor, men endast ett litet antal blev själva farao, till exempel Hatschepsut.

## Gudarna
Den viktigaste guden var solguden Ra (Amun-Ra), solguden. Egyptierna trodde att världen från början var ett öppet blått hav. Ur havet steg en kulle där det växte upp en blå lotusblomma som slog ut, och ur blomman steg Atum, som började skapa världen. De trodde att Ra varje natt gjorde en resa med en båt över himlavalvet, de trodde att månen var båten, som om han befann sig på Nilens heliga vatten. På natten seglade han i Duat och kom varje dag fram i soluppgången.
Anubis styrde över balsameringsprocessen och följde de döda in i dödsriket. När de döda dömdes av Osiris, vägde Anubis deras hjärtan mot sanningens fjäder. Thot (som oftast avbildas som babian, ibisfågel eller människa med ibishuvud) skrev ner resultaten, som angav om den döde fick inträda i dödsriket eller inte. Anubis var en man med huvudet av en schakal och han var gravarnas och balsamerarnas beskyddare. Han skyddade också medicin och örter, vilka han vid balsameringen försåg Isis och Neftys med. Anubis mottog mumien i graven, han gjorde munöppningsceremonin och skyddade den döde från Ammit, slukaren av de döda. Anubis var son till Nephthys och Osiris. Mumien lades i en kroppsformad träkista. Kistan dekorerades med gudamålningar, magiska besvärjelser och hieroglyfer som lovordade den döde. På utsidan av kistan fanns ett par ögon målade så att den döde skulle kunna titta ut. På insidan av kistlocket målades en liten dörr så att själen skulle kunna lämna kistan. Träkistan lades sedan i en större kista av sten, en sarkofag.

## Sfinxen
Sfinxen står i Giza vid pyramiderna för att skydda konungarnas gravar. Sfinxen är cirka 4 500 år gammal, och består av ett människohuvud för att symbolisera visdom och handlingskraft, och en lejonkropp för att symbolisera styrka. Sfinxen är 73 meter lång och 20 meter hög. Man tror att ansiktet avbildar konung Chefren ägaren av den andra pyramiden i Giza-platån.

## Prästerna
De gamla egyptierna trodde att gudarnas andar bodde i templen och många var anställda för att sköta dem. Några var präster som höll i de forntida ceremonierna. Tempelprästerna hade högt anseende i det gamla Egypten. Gudastatyn fanns inne i ett heligt rum inne i det stora templet. Tre gånger om dagen bar översteprästen mat och dryck till gudastatyn. För varje måltid sminkades och tvättades statyn och den fick nya kläder. När översteprästen lämnade rummet satte han ett sigill av lera på dörren, det var bara översteprästen och farao som fick se statyn. Vanligt folk fick inte se den, de fick lämna sina texter och böner utanför. En gång om året lades statyn i en guldlåda och bars runt templet av prästerna.

## Gravkamrarna
Alla gravkamrar som hittills hittats utom farao Tutankhamons grav plundrades före slutet av den gamla egyptiska civilisationens slut. Det var Lord Carnarvon och en engelsk egyptolog, Howard Carter, som upptäckte Tutankhamons grav 1922.
Upptäckten av farao Tutankhamons grav var ett av århundradets mest fascinerande fynd. Graven hade legat ostörd sedan år 1327 f.Kr. Graven hittades i Konungarnas dal, som ligger djupt inne i de västra ökentrakterna, bland bergen nära Thebe. Här lät faraonerna och de rika egyptierna bygga sina gravar efter pyramidernas tidsålder. De hoppades att den isolerade dalgången skulle skydda gravarna från plundring.
En del av gravkamrarna hade hemliga ingångar som var uthuggna högt uppe på bergväggen. Korridorerna i gravkamrarna var dekorerade med scener och texter som beskrev resan till dödsriket. Korridorerna ledde fram till "den gyllene salen" – mumiens slutliga viloplats.
Graven upptäcktes i november 1922 då en brittisk expedition under ledning av egyptologen Howard Carter fann en trappa som ledde ner i berget. Trappan ledde till en förseglad dörr som var igenmurad och hade Faraons orörda sigill. Gången som fanns bakom dörren var fylld med sten och grus. Nästa dörr, likadan som den första, var också förseglad.
I första rummet glittrade det av guld överallt. I högar på varandra låg kistor, korgar, statyer, sängar, stolar, vagnar och vapen. Gravkammarens dörr var svår att öppna, eftersom den var helt igenmurad. På båda sidor i gravkammaren stod statyer av farao. Ett stort kapell av guld och blått fyllde hela gravkammaren från golv till tak.
Farao Tutankhamons mumie var ordentligt gömd. Bakom kapellets stängda dörr fanns fyra kapell och innerst fanns sarkofagen där farao låg begravd. Sarkofagen innehöll tre mumiekistor inuti varandra. Den sista var  gjord av guld och i den låg farao Tutankhamons 3 000 år gamla mumie med den berömda guldmasken över huvudet. 
Golvet i gravkammaren var täckt med matförråd och dyrbara konstföremål i guld. Graven innehöll 413 små träfigurer, så kallade shabtis. De var gjorda för att likna Farao och skulle ta hans plats om Osiris bad honom utföra något uppdrag. Tutankhamons grav var den minsta av alla gravarna i Konungarnas Dal. Gravarna byggdes av arbetare som bodde i byn Deir el-Medina. Byn existerade under alla de 500 år som faraonerna begravdes i Konungarnas Dal. Arbetarna försörjdes av regeringen och de hade ledigt var tionde dag. Lönen var högre än i nästan alla andra yrken i Egypten på den här tiden.